# Gajnik
Gajnik (deutsch: Hain) ist ein Ort in der Stadt- und Landgemeinde Międzylesie im Powiat Kłodzki der Woiwodschaft Niederschlesien in Polen. Es liegt sechs Kilometer nordöstlich von Międzylesie (Mittelwalde).

## Geographie
Gajnik liegt im Süden des Glatzer Kessels auf der Hochfläche zwischen dem Glatzer Schneegebirge und dem Tal der Glatzer Neiße an einer Nebenstraße von Roztoki (Schönfeld) nach Nowa Wieś (Neundorf). Nachbarorte sind Jaworek (Urnitz) und Nowa Wieś im Nordosten, Michałowice (Michaelsthal) und Goworów (Lauterbach) im Süden, Roztoki im Westen und Domaszków (Ebersdorf) im Nordwesten.

## Geschichte
Hain wurde erstmals 1358 als „Hayn“ erwähnt. Weitere Schreibweisen waren Haynow und Haynau. Es war zur Pfarrkirche von Schönfeld gewidmet und gehörte zum Habelschwerdter Distrikt im Glatzer Land, mit dem es die Geschichte seiner politischen und kirchlichen Zugehörigkeit von Anfang an teilte. Es gehörte zunächst zur Herrschaft Mittelwalde und nach der Erbteilung von 1610 zur Herrschaft Schönfeld. Diese gelangte 1648 an Michael Ferdinand von Althann, dem bereits die Herrschaften Mittelwalde und Wölfelsdorf gehörten. Er errichtete mit Genehmigung des böhmischen Landesherrn aus den Herrschaften Schönfeld, Mittelwalde und Wölfelsdorf ein Majorat, das bis 1945 im Besitz der Familie von Althann verblieb.
Nach dem Ersten Schlesischen Krieg 1763 und endgültig mit dem Hubertusburger Frieden 1763 fiel Hain zusammen mit der Grafschaft Glatz an Preußen. Auf dem Hainer Grund eines herrschaftlichen Vorwerks, das in ältesten Zeiten ein Freirichtergut gewesen sein soll, errichtete Michael Otto von Althann 1782 die Kolonie Michaelsthal, die nachfolgend eine selbständige Landgemeinde wurde. Anfang des 19. Jahrhunderts bestand Hain aus einer Wassermühle, einem Kretscham, neun Bauern und 15 Gärtnern sowie Häuslern. Unter den damals 177 Einwohnern befanden sich je ein Schmied, Schuster und Schneider.
Nach der Neugliederung Preußens gehörte es Hain 1815 zur Provinz Schlesien und war zunächst dem Kreis Glatz eingegliedert. 1818 erfolgte die Umgliederung in den Kreis Habelschwerdt, zu dem es bis 1945 gehörte. Ab 1874 gehörte Hain zusammen mit den Landgemeinden Lauterbach, Gläsendorf, Michaelsthal, Neundorf, Alt Neißbach, Neu Neißbach, Schönfeld und Thanndorf zum Amtsbezirk Lauterbach. 1939 wurden 176 Einwohner gezählt.
Als Folge des Zweiten Weltkriegs fiel Hain 1945, wie fast ganz Schlesien, an Polen und wurde nachfolgend in Gajnik umbenannt. Die deutsche Bevölkerung wurde vertrieben. Die neu angesiedelten Bewohner waren teilweise Zwangsumgesiedelte aus Ostpolen, das an die Sowjetunion gefallen war. Von 1975 bis 1998 gehörte Gajnik zur Woiwodschaft Wałbrzych (Waldenburg).